# Дело Дюпона де Лигоннес
Ксавье Пьер Мари Дюпон де Лигоннес (фр. Xavier Dupont de Ligonnès) (9 января 1961 —?) — гражданин Франции, виконт и граф, подозреваемый в преступлении: убийстве своей жены и четверых детей, которое произошло в апреле 2011 года в Нанте (департамент Атлантическая Луара).
Аньес Дюпон де Лигоннес и её четверо детей были застрелены ночью. Их тела были обнаружены зарытыми в саду возле дома под террасой, где были сложены старые вещи. Ксавье Дюпон де Лигоннес стал главным подозреваемым в пятикратном убийстве, его имя внесено в базу данных Интерпола, но ни он сам, ни его тело так и не найдены (по крайней мере, до середины 2020 года). Последний раз его видели в окрестностях Рокбрюн-сюр-Аржанса 15 апреля 2011 года, за несколько дней до того, как были обнаружены тела членов его семьи 21 апреля 2011 года. Точно не установлено, когда произошло убийство; по данным полиции, оно могло быть совершено в ночь с третьего на четвёртое или пятого апреля.

## Семья
Ксавье Дюпон де Лигоннес — французский потомственный аристократ. Его родовая фамилия зарегистрирована в Ассоциации взаимопомощи французскому дворянству (фр. L’Association d’entraide de la noblesse française (ANF)). Фамилия Дюпон де Лигоннес происходит от старинного дворянского рода, согласно «Каталогу оставшегося французского дворянства в XXI веке», его предки получили дворянство в 1507 году. Людовик XV даровал Дюпону де Лигоннесу титул маркиза (титул графа у него уже был). Позже один из предков Ксавье был женат на сестре поэта Ламартина. Сын этого предка, Шарль, стал епископом Родеза, он жил в Манде, в доме, построенным на собственные доходы на улице, которая теперь носит его имя. Его прах покоится в соборе Родеза — Нотр-Дам-де-Родез. Дед Ксавье, граф Бернар-Юбер Дюпон де Лигоннес был мэром Шанака с 1925 по 1929 год.
Ксавье родился в Версале в 1961 году. Он сын Юбера Дюпона де Лигоннеса (7 ноября 1931 — 20 января 2011 г.), инженера Национальной высшей школы механики и авиатехники (ENSMA) в Пуатье (департамент Вьенна) и Женевьевы Мэтр (родилась в 1930 году в Версале). Он вырос на улице Марешал-Фош со своими двумя сёстрами Вероникой и Кристиной. Его отец ушёл из семьи, когда сыну было около десяти лет, и им всегда не хватало денег.
Его жена, Аньес Оданже, родилась 9 ноября 1962 года в пригороде Парижа Нёйи-сюр-Сен. Она росла в обеспеченной семье юристов и архитекторов в доме на бульваре Глатиньи в Версале и училась в частном лицее Нотр-Дам-дю-Граншан (фр. Notre-Dame-du-Grandchamp). Супруги познакомились в начале 80-х годов в Версале, прежде чем пожениться в 1991 году. Аньес работала ассистентом в частной католической школе Бланш-де-Кастий в Нанте, была очень религиозна, регулярно посещала мессу со своими детьми. Прихожане описали её как добрую, но строгую к своим детям мать. На момент смерти ей было 48 лет. За семь лет до убийства, в 2004 году она часто общалась на французском медицинском онлайн-форуме Doctissimo. Аньес описывала трудности, с которыми столкнулась её семья. Впоследствии журналисты откроют ещё несколько фактов, характеризующих аристократа не с лучшей стороны: он занимал деньги, зная, что не отдаст долг; украл деньги у отца и опустошил счета жены; обсуждал человеческие жертвы на католических форумах и другие.
Дети
- Артур Дюпон де Лигоннес, 20 лет.
- Тома́ Дюпон де Лигоннес, 18 лет.
- Анн Дюпон де Лигоннес, 16 лет.
- Бенуа Дюпон де Лигоннес, 13 лет.

## История преступления
Ксавье Дюпон де Лигоннес — глава семьи, подозреваемый в убийстве жены и четверых детей в Нанте в начале апреля 2011 года. Тела жертв были обнаружены полицией 21-го числа этого же месяца под террасой их дома. С той поры он пропал. СМИ назвали преступление «Нантской бойней» и сравнивали его с делом Джона Листа — бухгалтера, хладнокровно убившего свою семью в 1971 году в Соединённых Штатах и арестованного ФБР через восемнадцать лет после драмы. Последнее свидетельство пребывания Ксавье во Франции — его автомобиль на парковке возле отеля в Рокбрюн-сюр-Аржанс в департаменте Вар на юго-востоке Франции. Не только Аньес и четверо детей были убиты, упакованы в полиэтиленовые мешки и похоронены под домом. Также были застрелены два лабрадора, жившие в семье. Полиция сообщила, что всем детям дали снотворное, а затем застрелили. Рядом с телами жены и детей были найдены свечи и небольшие иконки.
Отсутствовали какие-либо доказательства того, что кто-то ворвался в дом и совершил убийство. Тот факт, что тела были заботливо захоронены со свечами и иконками также указывает на то, что убийцей мог быть Ксавье. Кроме того, преступление, возможно, было задумано и осуществлено заранее, так как аренда дома была прекращена; друзьям и работодателям Аньес и Артюра были отправлены письма с предупреждением об отъезде семьи; в школу, где учились младшие дети, Ксавье отправил записку, что дети отсутствуют «по болезни»; со счёта в банке был снят остаток средств; следы крови в доме не были обнаружены; на почтовый ящик была наклеена записка: «Вернуть всю почту отправителю»; все цифровые устройства в доме были отключены.
Вечером 4 апреля 2011 года Ксавье Дюпон де Лигоннес ужинал со своим сыном Тома в ресторане. Жан-Люк Уэс, директор учреждения, официально подтвердил этот факт, а официант сообщил, что обслуживающий персонал заметил: «Они оба были очень молчаливы. Они почти ничего не сказали друг другу. Сын не ел десерт. Он вышел и сказал нам, что ему плохо. Мы приняли это за небольшой дискомфорт». К этому моменту, вероятно, остальные члены семьи были уже мертвы.
В ходе следствия выяснилось, что Ксавье растратил все семейные сбережения. Никто не знал, чем он занимается, какая у него профессия. Даже дети затруднялись ответить на этот вопрос. Ксавье создал несколько небольших компаний, пытался торговать на создаваемых им сайтах, но задуманные предприятия не приносили желаемого дохода и закрывались из-за слишком ограниченного коммерческого успеха. К моменту убийства он увяз в долгах, а отец, умерший в том же году, не оставил ему наследства, кроме винтовки 22-го калибра. За несколько дней до убийства Дюпон де Лигоннес купил цемент, инструменты для садовых работ и четыре мешка с известью в различных районах Нанта. В то же время его сестра настаивает, что брат невиновен.

### Расследование
Исчезновение Ксавье привело к тому, что дело не было закрыто. Возникало несколько версий о том, что могло произойти: Ксавье убил семью и сбежал; он совершил самоубийство (но тело не было найдено); глава семейства скрывается в монастыре; граф сделал пластическую операцию и скрылся, а также другие предположения, но ни одно из них не подтвердилось.
По словам прокурора, родственники Ксавье сообщили, что он написал им письмо на пяти страницах, объясняющее, что он и его семья будут отсутствовать, поскольку «он был секретным агентом Соединённых Штатов и должен был вернуться в США в рамках программы защиты свидетелей» и работал под прикрытием в секретном расследовании, связанным с наркотиками. В письме он давал рекомендации по поводу оставленного имущества и просил «не трогать обломки и другой мусор, сложенный под террасой: это было там, когда мы сюда попали». Далее он пишет: «Было бы хорошо распространить эту ложную информацию [об отъезде] в сетях Facebook».
На подозрении у полиции были несколько человек, похожих на Ксавье Дюпона, но анализ ДНК показывал, что это был не он.

## В массовой культуре
- Американская компания Netflix, поставщик фильмов и сериалов на основе потокового мультимедиа, сняла документальный фильм «Нераскрытые преступления», в котором история убийства является одним из эпизодов под названием «Дом ужаса»[18][21][22].
- На еженедельном австралийском криминальном подкасте Casefile True Crime Podcast была сделана передача о происшествии; СМИ в 2020 году написали о происшествии на не менее 30 интернет-ресурсов[23].
- Французский телеканал «M6» в 2019 году выпустил 4-х серийный художественный фильм «Обычный человек» (или «Обычный мужчина») с описанием и расследованием убийства семьи Дюпон де Лигоннес. Имя Ксавье в фильме заменено на Кристоф Де Салин.